# Пантессалико (стадион)
Стадион Пантессалико (греч. Πανθεσσαλικό Στάδιο) — многофункциональный стадион в городе Волос (Греция), являющийся домашней ареной для местных футбольных клубов «Ники Волос» и «Олимпиакос».
Стадион начал возводиться в 2002 году на месте недостроенного ранее стадиона в рамках подготовки к летним Олимпийским играм 2004 года. Строительство было закончено в 2004 году и обошлось в 50 миллионов евро. Он является частью многофункционального спортивного комплекса, в который также входят две баскетбольных площадки, два теннисных корта, волейбольная площадка и отдельное футбольное поле. Вблизи стадиона расположена автомобильная стоянка. 
Вместимость стадиона составляет 22 700 человек, его футбольное поле окружено беговой дорожкой длиной 400 метров.  
Арена принимала матч между сборными Греции и Мексики в рамках футбольного турнира летних Олимпийских игр 2004 года, в котором был установлен рекорд посещаемости стадиона в 21 597 человек. Пантессалико также принял у себя два финала Кубка Греции по футболу в 2007 и 2017 годах. В 2007 году в решающем матче «Лариса» переиграла именитый «Панатинаикос» со счётом 2:1. 6 мая 2017 года в поединке за Кубок Греции сошлись АЕК и ПАОК, противостояние которых известно как дерби двуглавых орлов. Ещё до матча между фанатами происходили столкновения, которые привели к повреждениям на стадионе и во время финала. ПАОК в итоге стал обладателем трофея, одержав победу со счётом 2:1.
В конце 2007 года «Лариса» провела на стадионе в Волосе два своих домашних матча в рамках группового этапа Кубка УЕФА 2007/2008: против российского «Зенита» и немецкого «Нюрнберга».
Предполагалось, что стадион станет главной ареной Средиземноморских игр 2013 года, но из-за разразившегося финансового кризиса в Греции соревнования были перенесены в турецкий Мерсин.